# Sanningen (TV-serie)
Sanningen är svensk kriminalserie som hade premiär på strömningstjänsten TV4 Play den 25 december 2023 och på TV4 den 7 januari 2024. Serien som är skapad av Camilla Ahlgren, som också skrivit manus tillsammans med Alex Haridi och Martin Asphaug, har regisserats av Linnéa Roxeheim och Olof Spaak. Serien spelades in i Malmö och Ystad med omnejd samt Beddingestrand i Trelleborgs kommun.

## Handling
Iris Broman är nybliven chef för Kalla Fall-gruppen i Malmö. På grund av en tragisk händelse har hon flyttat från Stockholm till Ystad. Där flyttar hon in i sin halvsyster Kattis hus. När Iris anlänt till Skåne blir ett kallt fall åter aktuellt vilket påverkar livet för ett antal människor och deras livsöden flätas samman.

## Rollista (i urval)
- Sofia Helin – Iris Broman
- Hedda Stiernstedt – Kattis
- Kajsa Ernst – Kerstin
- Joakim Sällquist – Fredrik
- Lotten Roos – Åsa
- Håkan Bengtsson – Jens
- Peter Gardiner – Christian
- Hanna Ullerstam – Hillevi
- Love Linder – Alex
- Magnus Schmitz – Tomas
- Vee Vimolmal – Malee
- Inez Micaella Andersson – Nina
- Anna Sise – Tove
- Mads Korsgaard – Sören
- Mads Hjulmand – nattreceptionisten
- Johannes Lindkvist – journalist
- Irma Jämhammar – doktor Jessica Martini